# Capi di Stato dell'Ecuador
Lista dei capi di Stato dell'Ecuador dalla sua indipendenza, avvenuta nel 1830, ad oggi.
Il presidente della Repubblica, eletto dal popolo, è il capo di Stato e capo del governo e colui che esercita il potere esecutivo. Il suo mandato dura quattro anni. Nel passato tuttavia il paese andino ha trascorso lunghi periodi di instabilità politica durante i quali si sono succeduti anche governi provvisori, presidenti ad interim, giunte civili o militari che hanno esercitato i poteri di capo dello Stato. Inoltre, tra il 1830 e il 1869 il presidente era eletto indirettamente, dal legislatore. Dal 1869 il presidente viene eletto dal popolo, ma nel corso del XIX secolo solo gli uomini con un buon lavoro e un buon reddito potevano votare. Fino al 1945 le elezioni avvenivano spesso in modo fraudolento, cosicché la vera democrazia iniziò solo da quel momento. Negli anni sessanta e settanta, non mancarono i colpi di Stato militari, i quali hanno portato a periodi, anche relativamente lunghi, di dittature, senza presidenti eletti democraticamente.

## Lista

### Dal 1830 al 1931
| #    | Immagine                            | Nome                                   | Inizio incarico               | Fine incarico | Titolo |
| ---- | ----------------------------------- | -------------------------------------- | ----------------------------- | --- | --- |
| 1    |                                     | Juan José Flores                       | 13 maggio 1830 (Capo supremo) | 10 settembre 1834 | Capo supremo (3 maggio 1830 - 14 agosto 1830) Presidente provvisorio (14 agosto 1830 - 22 settembre 1830) Presidente (22 settembre 1830 - 10 settembre 1834) |
| 2    |                                     | Vicente Rocafuerte                     | 10 settembre 1834             | 31 gennaio 1839 | Capo supremo di Guayas (10 settembre 1834 - 22 giugno 1835) Capo di Stato (22 giugno 1835 - 8 agosto 1835) Presidente (8 agosto 1835 - 31 gennaio 1839)      |
| (1)  |                                     | Juan José Flores                       | 1º febbraio 1839              | 6 marzo 1845 | Presidente (1º febbraio 1839 - 15 gennaio 1843) Presidente provvisorio (15 gennaio 1843 - 1º aprile 1843) Presidente (1º aprile 1843 - 6 marzo 1845)         |
| -    |                                     | José Joaquín de Olmedo                 | 7 marzo 1845                  | 8 dicembre 1845 | Capo del Governo Provvisorio |
| 3    |                                     | Vicente Ramón Roca                     | 8 dicembre 1845               | 15 ottobre 1849 | Presidente |
| -    |                                     | Manuel de Ascásubi                     | 15 ottobre 1849               | 7 dicembre 1850 | Presidente ad interim |
| 4    |                                     | Diego Noboa                            | 8 dicembre 1850               | 12 settembre 1851 | Presidente ad interim (8 dicembre 1850 - 25 febbraio 1851) Presidente (26 febbraio 1851 - 13 settembre 1851)                                                 |
| 5    |                                     | José María Urbina                      | 24 luglio 1851                | 15 ottobre 1856 | Capo Supremo (24 luglio 1851 - 17 luglio 1852) Presidente ad interim (17 luglio 1852 - 6 settembre 1852) Presidente (6 settembre 1852 - 15 ottobre 1856)     |
| 6    |                                     | Francisco Robles                       | 16 ottobre 1856               | 31 agosto 1859 | Presidente |
| -    |                                     | Governi di crisi                       | Governi di crisi              | Governi di crisi | Governi di crisi |
| -    | Governo Provvisorio di Quito        | 1º settembre 1859                      | 10 gennaio 1861               | Membri: Gabriel García Moreno Jerónimo Carrión Plácido Chiriboga Rafael Carvajal | |
| -    | Governo di Cuenca                   | 1º settembre 1859                      | 13 novembre 1859              | Membri: Jerónimo Carrión (6 maggio 1859 - 7 maggio 1859) Francisco Robles e Guillermo Franco (8 maggio 1859 - 27 settembre 1859) Ramón Borrero (27 settembre 1859 - 13 novembre 1859; con Quito) | |
| -    | Governo del Guayas                  | 1º settembre 1859                      | 24 settembre 1860             | Capo Supremo: Guillermo Franco | |
| -    | Guayas, Cañar Azuay                 | 13 novembre 1859                       | 3 marzo 1860                  | Capo Supremo civile e militare: Mariano Moreno | |
| -    | Governo Federale di Loja            | 18 settembre 1859                      | 23 marzo 1860                 | Capo Supremo Manuel Carrión Pinzano | |
| 7    |                                     | Gabriel García Moreno                  | 17 gennaio 1861               | 30 agosto 1865 | Presidente ad interim (17 gennaio 1861 - 2 aprile 1861) Presidente (2 aprile 1861 - 30 agosto 1865)                                                          |
| 8    |                                     | Jerónimo Carrión                       | 7 settembre 1865              | 6 novembre 1867 | Presidente |
| -    |                                     | Pedro José de Arteta                   | 7 novembre 1867               | 20 gennaio 1868 | Presidente Incaricato |
| 9    |                                     | Javier Espinosa                        | 20 gennaio 1868               | 13 gennaio 1869 | Presidente |
| -    |                                     | Gabriel García Moreno                  | 20 gennaio 1869               | 19 maggio 1869 | Presidente ad interim |
| -    |                                     | Manuel de Ascásubi                     | 19 maggio 1869                | 10 agosto 1869 | Presidente ad interim |
| (7)  |                                     | Gabriel García Moreno                  | 10 agosto 1869                | 6 agosto 1875 | Presidente |
| -    |                                     | Francisco Xavier León                  | 6 agosto 1875                 | 15 settembre 1875 | Presidente ad interim |
| -    |                                     | José Javier Eguiguren                  | 15 settembre 1875             | 9 dicembre 1875 | Presidente ad interim |
| 10   |                                     | Antonio Borrero                        | 9 dicembre 1875               | 8 settembre 1876 | Presidente |
| 11   |                                     | Ignacio de Veintemilla                 | 8 settembre 1876              | 10 gennaio 1883 | Capo Supremo (8 settembre 1876 - 26 gennaio 1878 Presidente (21 aprile 1878 - 26 marzo 1882) Capo Supremo (26 marzo 1882 - 10 gennaio 1883)                  |
| -    |                                     | Governi di Restaurazione               | Governi di Restaurazione      | Governi di Restaurazione | Governi di Restaurazione |
| -    | "Pentevirato Quiteño"               | 14 gennaio 1883                        | 15 ottobre 1883               | Membri: José María Plácido Caamaño Luis Cordero Agustín Guerrero Pedro Lizarzaburu Rafael Pérez Pareja                                                                                           | |
| -    | Capo Supremo di Manabí e Esmeraldas | 5 giugno 1883                          | 15 ottobre 1883               | Capo: Eloy Alfaro | |
| -    | Capo Supremo di Guayas              | 10 luglio 1883                         | 15 ottobre 1883               | Leader: Pedro Carbo | |
| 12   |                                     | José Plácido Caamaño                   | 15 ottobre 1883               | 30 giugno 1888 | Presidente ad interim (15 ottobre 1883 - 10 febbraio 1884 Presidente (10 febbraio 1884 - 30 giugno 1888)                                                     |
| -    |                                     | Pedro José Cevallos                    | 1º luglio 1888                | 17 agosto 1888 | President Incaricato |
| 13   |                                     | Antonio Flores Jijón                   | 17 agosto 1888                | 10 giugno 1892 | Presidente |
| 14   |                                     | Luis Cordero Crespo                    | 1º luglio 1892                | 16 aprile 1895 | Presidente |
| -    |                                     | Vicente Lucio Salazar                  | 16 aprile 1895                | 5 giugno 1895 | Presidente Incaricato |
| 15   |                                     | Eloy Alfaro                            | 5 giugno 1895                 | 31 agosto 1901 | Capo Supremo (5 giugno 1895 - 9 ottobre 1896) Presidente ad interim (9 ottobre 1896 - 17 gennaio 1897) Presidente (17 gennaio 1897 - 31 agosto 1901)         |
| 16   |                                     | Leónidas Plaza Gutiérrez               | 1º settembre 1901             | 31 agosto 1905 | - |
| 17   |                                     | Lizardo García                         | 1º settembre 1905             | 15 gennaio 1906 | - |
| (15) |                                     | Eloy Alfaro                            | 16 gennaio 1906               | 11 agosto 1911 | Capo Supremo (16 gennaio 1906 - 9 ottobre 1906) Presidente ad interim (9 ottobre, 1906 - 1º gennaio 1907) Presidente (1º gennaio 1907 - 11 agosto 1911)      |
| -    |                                     | Carlos Freile Zaldumbide               | 11 agosto 1911                | 31 agosto 1911 | Presidente Incaricato |
| 18   |                                     | Emilio Estrada                         | 1º settembre 1911             | 21 dicembre 1911 | Presidente |
| -    |                                     | Carlos Freile Zaldumbide               | December 22, 1911             | 5 marzo 1912 | Presidente Incaricato |
| -    |                                     | Francisco Andrade Marín                | 6 marzo 1912                  | 1º agosto 1912 | Presidente Incaricato |
| (16) |                                     | Leónidas Plaza Gutiérrez               | 1º settembre 1912             | 31 agosto 1916 | Presidente |
| 19   |                                     | Alfredo Baquerizo                      | 1º settembre 1916             | 31 agosto 1920 | Presidente |
| 20   |                                     | José Luis Tamayo                       | 1º settembre 1920             | 31 agosto 1924 | Presidente |
| 21   |                                     | Gonzalo Córdova                        | 1º settembre 1924             | 9 luglio 1925 | Presidente |
| -    |                                     | Prima Giunta Governativa Provvisoria   | 10 luglio 1925                | 6 gennaio 1926 | |
| -    |                                     | Seconda Giunta Governativa Provvisoria | 10 gennaio 1926               | 31 marzo 1926 | |
| 22   |                                     | Isidro Ayora                           | 3 aprile 1926                 | 24 agosto 1931 | Presidente ad interim (6 aprile 1926 - 17 aprile 1929) Presidente (17 aprile 1929 - 24 agosto 1931)                                                          |

### Dal 1931
| #                                                               | Immagine | Nome                          | Partito                                               | Elezione                               | Dal               | Al                |
| --------------------------------------------------------------- | -------- | ----------------------------- | ----------------------------------------------------- | -------------------------------------- | ----------------- | ----------------- |
|                                                                 |          | Luis Larrea Alba              | Militare                                              | Presidente incaricato                  | 24 agosto 1931    | 15 ottobre 1931   |
|                                                                 |          | Alfredo Baquerizo             | Partito Liberale Radicale Ecuadoriano                 | Presidente del Senato                  | 15 ottobre 1931   | 20 agosto 1932    |
|                                                                 |          | Carlos Freile Larrea          | Partito Liberale Radicale Ecuadoriano                 | Presidente incaricato                  | 28 agosto 1932    | 1º settembre 1932 |
|                                                                 |          | Alberto Guerrero Martínez     | Partito Liberale Radicale Ecuadoriano                 | Presidente del Senato                  | 2 settembre 1932  | 4 dicembre 1932   |
| 23                                                              |          | Juan de Dios Martínez         | Partito Liberale Radicale Ecuadoriano                 |                                        | 5 dicembre 1932   | 19 ottobre 1933   |
|                                                                 |          | Abelardo Montalvo             | Partito Liberale Radicale Ecuadoriano                 | Presidente incaricato                  | 20 ottobre 1933   | 31 agosto 1934    |
| 24                                                              |          | José María Velasco Ibarra     | Indipendente                                          | 1933                                   | 1º settembre 1934 | 21 agosto 1935    |
|                                                                 |          | Antonio Pons                  | Partito Liberale Radicale Ecuadoriano                 | Presidente incaricato                  | 21 agosto 1935    | 25 settembre 1935 |
|                                                                 |          | Federico Páez                 | Indipendente                                          | Capo Supremo                           | 26 settembre 1935 | 23 ottobre 1937   |
|                                                                 |          | Alberto Enríquez Gallo        | Indipendente                                          | Capo Supremo                           | 23 ottobre 1937   | 10 agosto 1938    |
|                                                                 |          | Manuel María Borrero          | Partito Liberale Radicale Ecuadoriano                 | Ad interim                             | 10 agosto 1938    | 1º dicembre 1938  |
| 25                                                              |          | Aurelio Mosquera              | Partito Liberale Radicale Ecuadoriano                 |                                        | 2 dicembre 1938   | 17 novembre 1939  |
|                                                                 |          | Carlos Alberto Arroyo del Río | Partito Liberale Radicale Ecuadoriano                 | Presidente incaricato                  | 18 novembre 1939  | 10 dicembre 1939  |
|                                                                 |          | Andrés Córdova                | Partito Liberale Radicale Ecuadoriano                 | Presidente incaricato                  | 11 dicembre 1939  | 10 agosto 1940    |
|                                                                 |          | Julio Enrique Moreno          | Partito Liberale Radicale Ecuadoriano                 | Presidente incaricato                  | 10 agosto 1940    | 31 agosto 1940    |
| 26                                                              |          | Carlos Alberto Arroyo del Río | Partito Liberale Radicale Ecuadoriano                 | 1940                                   | 1º settembre 1940 | 28 maggio 1944    |
| Giunta provvisoria di governo (28 maggio - 1º giugno 1944)      |          |                               |                                                       |                                        |                   |                   |
| (24)                                                            |          | José María Velasco Ibarra     | Indipendente                                          | [ 2 ]                                  | 1º giugno 1944    | 23 agosto 1947    |
|                                                                 |          | Carlos Mancheno Cajas         | Militare                                              | Capo Supremo                           | 23 agosto 1947    | 2 settembre 1947  |
| 27                                                              |          | Mariano Suárez Veintimilla    | Partito Conservatore Ecuadoriano                      |                                        | 2 settembre 1947  | 17 settembre 1947 |
| 28                                                              |          | C.J. Arosemena Tola           | Indipendente                                          |                                        | 17 settembre 1947 | 31 agosto 1948    |
| 29                                                              |          | Galo Plaza                    | Movimento Civico Democratico Nazionale                | 1948                                   | 1º settembre 1948 | 31 agosto 1952    |
| (24)                                                            |          | José María Velasco Ibarra     | Federación Nacional Velasquista                       | 1952                                   | 1º settembre 1952 | 31 agosto 1956    |
| 30                                                              |          | Camilo Ponce Enríquez         | Partito Sociale Cristiano                             | 1956                                   | 1º settembre 1956 | 31 agosto 1960    |
| (24)                                                            |          | José María Velasco Ibarra     | Federación Nacional Velasquista                       | 1960                                   | 1º settembre 1960 | 7 novembre 1961   |
| 31                                                              |          | C.J. Arosemena Monroy         | Indipendente                                          |                                        | 7 novembre 1961   | 11 luglio 1963    |
| Giunta militare (11 luglio 1963 - 29 marzo 1966)                |          |                               |                                                       |                                        |                   |                   |
|                                                                 |          | Clemente Yerovi               | Militare                                              | Ad interim                             | 19 marzo 1966     | 16 novembre 1966  |
| 32                                                              |          | Otto Arosemena                | Coalición Institucionalista Democrática               | Ad interim (fino al 25 maggio 1967)    | 16 novembre 1966  | 31 agosto 1968    |
| (24)                                                            |          | José María Velasco Ibarra     | Federación Nacional Velasquista                       | 1968 Capo Supremo (dal 22 giugno 1970) | 1º settembre 1968 | 15 febbraio 1972  |
|                                                                 |          | Guillermo Rodríguez Lara      | Militare                                              | Presidente de facto                    | 15 febbraio 1972  | 11 gennaio 1976   |
| Consiglio Supremo di Governo (11 gennaio 1976 - 10 agosto 1979) |          |                               |                                                       |                                        |                   |                   |
| 33                                                              |          | Jaime Roldós Aguilera         | Concentración de Fuerzas Populares                    | 1978-79                                | 10 agosto 1979    | 24 maggio 1981    |
| 34                                                              |          | Osvaldo Hurtado Larrea        | Democrazia Popolare-Unione Democratica Cristiana      |                                        | 24 maggio 1981    | 10 agosto 1984    |
| 35                                                              |          | León Febres Cordero           | Partito Sociale Cristiano                             | 1984                                   | 10 agosto 1984    | 10 agosto 1988    |
| 36                                                              |          | Rodrigo Borja Cevallos        | Sinistra Democratica                                  | 1988                                   | 10 agosto 1988    | 10 agosto 1992    |
| 37                                                              |          | Sixto Durán Ballén            | Partido Unidad Republicana                            | 1992                                   | 10 agosto 1992    | 10 agosto 1996    |
| 38                                                              |          | Abdalá Bucaram                | Partito Roldosista Ecuadoriano                        | 1996                                   | 10 agosto 1996    | 6 febbraio 1997   |
|                                                                 |          | Fabián Alarcón                | Frente Radical Alfarista                              | Ad interim                             | 6 febbraio 1997   | 9 febbraio 1997   |
|                                                                 |          | Rosalía Arteaga Serrano       | Movimiento Independiente para una República Auténtica | Ad interim                             | 9 febbraio 1997   | 11 febbraio 1997  |
| 40                                                              |          | Fabián Alarcón                | Frente Radical Alfarista                              | Ad interim                             | 11 febbraio 1997  | 10 agosto 1998    |
| 41                                                              |          | Jamil Mahuad                  | Democrazia Popolare-Unione Democratica Cristiana      | 1998                                   | 10 agosto 1998    | 21 gennaio 2000   |
| Giunta di Salvezza Nazionale (21-22 gennaio 2000)               |          |                               |                                                       |                                        |                   |                   |
| 42                                                              |          | Gustavo Noboa                 | Democrazia Popolare-Unione Democratica Cristiana      | Vicepresidente                         | 22 gennaio 2000   | 15 gennaio 2003   |
| 43                                                              |          | Lucio Gutiérrez               | Partito della Società Patriottica                     | 2002                                   | 15 gennaio 2003   | 20 aprile 2005    |
| 44                                                              |          | Alfredo Palacio               | Indipendente                                          | Vicepresidente                         | 20 aprile 2005    | 15 gennaio 2007   |
| 45                                                              |          | Rafael Correa                 | Alianza País                                          | 2006, 2009, 2013                       | 15 gennaio 2007   | 24 maggio 2017    |
| 46                                                              |          | Lenín Moreno                  | Alianza País                                          | 2017                                   | 24 maggio 2017    | 24 maggio 2021    |
| 47                                                              |          | Guillermo Lasso               | Creando Opportunità                                   | 2021                                   | 24 maggio 2021    | 23 novembre 2023  |
| 48                                                              |          | Daniel Noboa                  | Azione Democratica Nazionale                          | 2023, 2025                             | 23 novembre 2023  | in carica         |